# 공민서
공민서(1992년 10월 1일 ~ )는 RF 엔터테인먼트 소속의 모델이다. 2016년 10월 건국대 새천년관에서 열린 ‘2016 머슬마니아X맥스큐 세계 대회 선발전’에서 맥심 특별상, 스포츠모델 톨 부문 1위, 미즈비키니 톨 부문 1위 , 미즈비키니 그랑프리 등을 수상하며 4관왕을 차지했다. 머슬매니아 모델로 활동하기 전에는 대한민국의 종합격투기 단체 로드 FC의 전속 라운드 걸로 활동했다.

## 학력
- 한국체육대학교

## 모델 경력

### 머슬매니아
- 2016 10월 2016 머슬마니아X맥스큐 세계 대회 선발전 4관왕[5]

### 로드 FC 라운드 걸
- 2015 Road FC 021
- 2015 Road FC 022
- 2015 Road FC 023
- 2015 Road FC 024: In Japan
- 2015 Road FC 025
- 2015 Road FC 027: In China
- 2016 Road FC 028

### 잡지 모델
- 2015년 남성패션 월간지 에스콰이어 5월호[6]

## 모델 외 활동

### 방송 출연
- 2015년 KBS my K 2015 타이어뱅크 포스트시즌 플레이오프 2차전 두산 베어스 vs NC 다이노스 중계[7]
- 2015년 KBS N Sports 돌직구 랭킹쇼 폭풍전야 2대 랭킹걸[8]

### 기타
- 2016년 Road FC 사랑의 연탄 나눔 봉사 활동[9]